# Krwinkowce
Krwinkowce (Haemosporida) – rząd protistów zaliczanych do kokcydiów. Są pasożytami wewnątrzkomórkowymi erytrocytów ssaków (w tym człowieka) i ptaków. W ich cyklu życiowym zachodzi przemiana pokoleń wraz ze zmianą żywiciela:
- schizogonia (pokolenie bezpłciowe) – występuje w śródbłonku wątroby i śledziony, a następnie w erytrocytów kręgowców, gdzie w wyniku intensywnych podziałów komórkowych zachodzi ich rozpad;
- gametogonia (pokolenie płciowe) – występuje w przewodzie pokarmowym niektórych gatunków komarów (niekiedy również innych muchówek) odżywiających się krwią.